# Frank Hussey
Francis Valentine Joseph Hussey (New York, 14 febbraio 1905 – Coxsackie, 26 dicembre 1974) è stato un velocista statunitense.

## Biografia
Nel 1924 partecipò ai Giochi olimpici di Parigi come parte della staffetta 4×100 metri insieme a Loren Murchison, Louis Clarke e Al LeConey, squadra che vinse la medaglia d'oro conquistando anche il record del mondo con il tempo di 41"0. Nel 1925 vinse la gara delle 100 iarde ai campionati della Amateur Athletic Union.
Era considerato il favorito per la medaglia d'oro alle Olimpiadi di Amsterdam 1928, ma fu eliminato durante i Trials olimpici statunitensi.

## Palmarès
| Anno | Manifestazione  | Sede   | Evento                | Risultato | Prestazione | Note |
| ---- | --------------- | ------ | --------------------- | --------- | ----------- | ---- |
| 1924 | Giochi olimpici | Parigi | Staffetta 4×100 metri | Oro       | 41"0        |      |